# Dürrröhrsdorf-Dittersbach
Dürrröhrsdorf-Dittersbach è un comune di 4.415 abitanti della Sassonia, in Germania.
Appartiene al circondario della Svizzera Sassone-Monti Metalliferi Orientali (targa PIR).